# Puente Ferroviario de Quinta Nova
El Puente Ferroviario de Quinta Nova es una infraestructura ferroviaria de la Línea de Alentejo, que cruza el Río Sado en el ayuntamiento de Ourique, en Portugal.

## Características

### Localización
El puente se localiza junto a la Estación de Funcheira, en la Línea del Alentejo.

### Características
El nuevo puente, construida en mampostería, posee 174 metros de longitud y 31 metros de altura; está asentado sobre ocho arcos, uno de treinta metros y siete de doce metros.

## Historia

### Construcción del puente original
Este puente se encuentra en el tramo entre Amoreiras-Odemira y Casével, que fue abierto a la explotación, como parte del Ferrocarril del Sur, el 3 de junio de 1888.

### Sustitución del puente
Ya antes de 1912, la antigua operadora de las conexiones ferroviarias en el Sur del país, los Ferrocarriles del Estado, reconoció que tanto este puente, como el de los Mouratos, junto a Pereiras, se encontraban en condiciones de decadencia, no ofreciendo condiciones de seguridad para la circulación, por lo que debían ser sustituidos, conclusión a la que también llegó la Comisión de Verificación de Resistencia de Puentes y Obras Metálicas.
Así, en 1912, se iniciaron las obras de sustitución del puente, que fueron interrumpidas por la Primera Guerra Mundial. En 1919, se volvió a tomar en consideración la cuestión de la seguridad del puente, teniendo el Servicio de Vía y Obras que paralizar un gran número de obras, e instalado un dispositivo para impedir que el agua salada, derramada de los vagones que transportaban pescado, llegara a las obras metálicas, agravando su corrosión. Al año siguiente, las locomotoras más pesadas, de las Series 300 y 400, fueron prohibidas a atravesar el puente; esta limitación complicó la explotación en aquella zona, dado que las características del trazado exigían locomotoras potentes para remolcar los convoyes.
El proyecto de sustitución del puente continuó suspendido debido a dificultades financieras; de esta forma, solo después de la entrega de las líneas de los antiguos Ferrocarriles del Estado a la Compañía de los Caminhos de Ferro Portugueses, por el contrato del 11 de marzo de 1927, es cuando se volvió a tener condiciones económicas para retomar este asunto, siendo elaborado el proyecto de sustitución de este y de otros puentes en situaciones semejantes, que fueron presentados a la Dirección General de Ferrocarriles en 1929. Al mismo tiempo, se comenzó a buscar financiación para este proyecto, junto a la Comisión Administrativa del Fondo Especial de Ferrocarriles. El parecer sobre este puente, presentado por el Consejo Superior de Obras Públicas el 31 de octubre del mismo año, y homologado el 26 de noviembre, impuso varias condiciones, de acuerdo con las orientaciones de la Dirección General, de forma que los proyectos tuvieron que ser modificados; así, solo fueron aprobados en junio de 1930. Aunque el contrato de arrendamiento de las antiguas líneas de los Ferrocarriles del Estado para la Compañía de los Ferrocarriles estipuló que esta debería hacer todas las obras complementarias, la Dirección General abrió una excepción en el caso de la sustitución de los puentes de Quinta Nova y Mouratos, debido a los elevados montantes de la causa; de este modo, el presupuesto para el nuevo Puente de Quinta Nova estaba calculado en 3.717.622$00. Así, ambas obras deberían ser hechas por contrato, atribuido a través de concursos públicos. Inicialmente, la Compañía mostró su disconformidad con esta decisión, pero acabó aceptando después de largas negociaciones. Mientras tenía lugar este proceso, los puentes antiguos continuaban en precarias condiciones, siendo mantenidas por la Dirección General de Ferrocarriles.
De esta forma, se organizaron los procesos para la sustitución de los puentes, incluyendo los cuadernos de encargos para la adjudicación en hacienda pública, que tuvo lugar el 2 de julio de 1931; este concurso tuvo éxito, habiéndose conseguido una reducción de cerca de 2 millones de escudos en relación con el valor total de los obras para los dos puentes. Este éxito vino a contribuir a la generalización de este tipo de procesos, en las obras aptas que se hiciesen independientes de la explotación, lo que reportaría beneficios económicos al Fondo Especial.
La adjudicación de la construcción del nuevo puente fue 2.325.000$00, habiéndose iniciado las obras en marzo de 1932, por la Dirección General de Ferrocarriles. La conclusión estaba prevista para septiembre de 1933, pero fue atrasada debido a obras no previstas en los pilares; de este modo, los trabajos se complicaron por el hecho de que los nuevos pilares se encontrar muy próximos a los antiguos, y debido a la naturaleza de los terrenos, compuestos por Esquistos blandos, arcillas plásticas y cuarzos. En junio de 1933, ya se había terminado la colocación de los vanos, teniendo los pilares la mitad de la altura prevista, con la mampostería en elevación.
A finales de 1933, las obras fueron visitadas por el ministro de Obras Públicas, en el ámbito de un viaje en las Líneas de Alentejo y de Évora.
El nuevo puente fue concluido en 1934.